# アポロ27号
アポロ27号（Apollo 27）とは、アメリカの模型メーカー、ペガサスホビーがプラモデルとして発売した、架空のアポロ宇宙船である。日本では有限会社PLATZから販売されている。

## 概要
史実のアポロ計画は17号をもって終了しているが、「もしアポロ計画が27号まで継続されていたら、果たしてどうなっていたか?」という仮定の元に発売されたのがこのプラモデルである。故に実在するモデルは存在しない、完全な架空機となっている。スケールは一般的な航空機のプラモデルと同じく1/72であり、ギミック等は有さないディスプレイモデルである。

## 機体解説
「アポロ」の名を冠してはいるが、その形状は実際のアポロ司令・機械船やアポロ月着陸船とは大きく異なり、サンダーバード3号等に類似したレトロフューチャー的なデザインの単段式宇宙輸送機となっている。
モデルの縮尺から割り出した寸法は、全長：約17.3m、全幅：約10.5mと、この種の宇宙機としては小型の部類に入る。ロケットエンジンは大型の物を胴体に1基、小型の物を胴体から十字型に張り出したエンジンポッドに各1基、計5基を有する。また、コックピットは戦闘機の様にキャノピーに覆われた状態で、機体表面に剥き出しになっている。乗員は2名で、機体左横の搭乗口から出入りする。離着陸時には通常のロケットと同様に、エンジンを下にした体制を取るが、宇宙空間を航行する際には宇宙戦闘機の様に、コックピットを上にした体制を取る。

## その他
『宇宙猿人ゴリ対スペクトルマン』第34話「ムーンサンダーの怒り!!」にも、同名の宇宙船が登場する。月面探索中に月の石と間違えて怪獣ムーンサンダーの卵を採集してしまい、地球への帰路の途中で追跡してきた親ムーンサンダーと遭遇。ムーンサンダーから退避するために予定より早く大気圏に突入するも、突入角度が急過ぎたため、突入中に燃え尽きてしまった。形状はペガサスホビーの物とは異なり、実際のアポロ宇宙船の物と同様である。